# Bertold Sommer
Bertold Sommer (* 13. September 1937 in München) war von 1991 bis 2003 Richter des Bundesverfassungsgerichts.
Nach dem Ablegen der juristischen Staatsexamina war Sommer zunächst kurze Zeit bei der Bundesversicherungsanstalt für Angestellte tätig, ehe er in den Justizdienst von West-Berlin eintrat, zunächst am Landgericht Berlin, ab 1968 dann am Verwaltungsgericht Berlin. Von 1969 bis 1972 war Sommer erstmals als wissenschaftlicher Mitarbeiter an das Bundesverfassungsgericht abgeordnet worden, um danach von 1972 bis 1976 als Richter am Oberverwaltungsgericht in Berlin tätig zu werden. Eine erneute Abordnung an das Bundesverfassungsgericht bis 1979 schloss sich an. Nach seiner Rückkehr an das Oberverwaltungsgericht Berlin wurde Sommer noch im Jahr 1979 zum Richter am Bundesverwaltungsgericht ernannt.
Ab 12. Juli 1991 war Sommer sodann aufgrund seiner Wahl durch den Bundestag als Nachfolger des Richters Everhardt Franßen Richter im Zweiten Senat des Bundesverfassungsgerichts. Zu der Entscheidung über den Schwangerschaftsabbruch vom 28. Mai 1993 verfasste er zusammen mit Ernst Gottfried Mahrenholz ein Sondervotum, in dem sie die Auffassung vertraten, dass der Gesetzgeber den Schwangerschaftsabbruch in den ersten zwölf Wochen nicht nur straffrei stellen, sondern auch für nicht rechtswidrig erklären dürfe (die Mehrheit der Richter sah ihn als Unrecht an).
Am 31. Juli 2003 trat Sommer nach Ablauf seiner Amtszeit in den Ruhestand. Sein Nachfolger wurde der Richter Michael Gerhardt.